# Balische kunst uit eigen bezit
Balische kunst uit eigen bezit was een tentoonstelling in het Tropenmuseum in Amsterdam gedurende de zomermaanden van 1952. 
Op de tentoonstelling waren zowel grote als kleine houten en stenen sculpturen te zien, schilderingen op katoen, panelen, maskers en krisgrepen. Niet bekend is hoeveel objecten werden geëxposeerd. Het begeleidende boekje - de enige bron van kennis over deze expositie - met zijn zes ongenummerde tekstpagina's en zeventien zwart-witfoto's is geen catalogus, noch een inleiding tot de kunst van Bali, maar een enigszins impressionistische, persoonlijke waardering van Bali en zijn kunstenaars. De auteur van het boekje, een conservator van het museum, benadrukt hierin de anonimiteit van de traditionele kunstenaar en de opkomst van de jonge, meer zelfbewuste vernieuwer. Als we afgaan op de summiere tekst en de weinige foto's, is het waarschijnlijk dat zowel de traditionele als de vernieuwde Balische kunst, d.i. de kunst zoals die zich sinds de jaren dertig ontwikkelde door buitenlandse invloeden, op deze expositie werd getoond.  
Een zomertentoonstelling met een deel van de eigen Indonesische collectie uit de depots is tekenend voor de magere jaren van het Tropenmuseum, dat door de naoorlogse onafhankelijkheid van Nederlands-Indië zijn oude vertrouwde identiteit als Koloniaal Museum was kwijtgeraakt. Er waren volop 'koloniale' (kunst)voorwerpen, maar nog weinig andere, kwalitatief hoogstaande collecties waarmee het nieuwe Tropenmuseum een grote niet-Indische tentoonstelling kon maken. Pas met de aankopen en schenkingen van Carel Groenevelt en Paul Wirz kwamen er nieuwe, grote collecties binnen. 

## Catalogus
- Th. P. Galestin, Balische kunst uit eigen bezit. Amsterdam: Koninklijk Instituut voor de Tropen, 1952